# Jindřich Fairaizl
Jindřich Fairaizl (14. června 1934 Praha – 16. října 1993 Měchenice) byl český publicista a režisér, spisovatel, autor rozhlasových a divadelních her, roku 1990 (od 11. ledna do 1. března) ústřední ředitel Československé televize.

## Život
Od roku 1951 do roku 1953 byl elévem v Československém rozhlasu, jako publicista působil v Československé televizi, po prověrkách v roce 1970 byl propuštěn. Založil pořad pro děti Vlaštovka, byl šéfredaktorem vysílání pro děti a mládež. Po svobodném povolání (do roku 1975) pracoval do roku 1990 v Krátkém filmu, od roku 1986 jako asistent režie. V letech 1976 až 1984 byl agentem Státní bezpečnosti působícím pod krycím jménem Frézař.
Dne 16. října 1993 zahynul při autonehodě, která ale byla téměř jistě sebevraždou (před havárií zapálil svůj dům).

## Dílo
Podílel se na scénáři k seriálu Sanitka. Scenárista Sanitky Ivan Hubač později vysvětlil, že nechal Fairaizla dělat pro seriál některé rešerše, aby mu pomohl v jeho těžké existenční i psychické situaci. V mládí se objevil v několika filmech jako herec: Svědomí (1948), Kouzelný míč (1948) a Stříbrný vítr (1954). Napsal několik divadelních her: Hlavně zdraví, přátelé (1982), Dcera národa (1988), Slavný den konání dobrých skutků (1991), Tanec v dolním podlaží (1991). Napsal i jeden román pod názvem Taxis na nultém kilometru (1991).